# Bučje (Čelić, BiH)
Bučje je naseljeno mjesto u općini Čelić, Federacija Bosne i Hercegovine, BiH.

## Povijest
Do potpisivanja Daytonskog mirovnog sporazuma bilo je u sastavu općine Lopare koja je ušla u sastav Republike Srpske.

## Stanovništvo
Nacionalni sastav stanovništva 1991. godine, bio je sljedeći::
ukupno: 214
- Hrvati - 184
- Srbi - 16
- Muslimani - 4
- Jugoslaveni - 5
- ostali, neopredijeljeni i nepoznato - 5